# Nikolaus von Falkenhorst
Nikolaus von Falkenhorst, nemški general, * 17. januar 1885, Breslau, † 18. junij 1968, Holzminden.

## Napredovanja
- Fähnrich (22. marec 1903)
- poročnik (24. april 1904)
- nadporočnik (18. april 1913)
- stotnik (24. december 1914)
- major (1. februar 1925)
- podpolkovnik (1. januar 1930)
- polkovnik (1. oktober 1932)
- generalmajor (1. avgust 1935)
- generalporočnik (1. avgust 1937)
- general pehote (1. oktober 1939)
- generalpolkovnik (19. julij 1940)

## Odlikovanja
- viteški križ železnega križa (15.; 30. april 1940)
- nemški križec v srebru (20. januar 1945)
- 1914 železni križec I. razreda (27. junij 1915)
- 1914 železni križec II. razreda (16. september 1914)
- Kaiserlich Chinesischer Orden vom Doppelten Drachen IV. Klasse (17. maj 1914)
- Hamburgisches Hanseatenkreuz (11. april 1918)
- Grossherzoglich Mecklenburg-Schwerinsches Militär-Verdienstkreuz II. Klasse (4. maj 1918)
- Verwundetenabzeichen, 1918 in Schwarz (23. junij 1918)
- Bremisches Hanseatenkreuz (13. september 1918)
- Finn. Freiheitskreuz II. Klasse (25. oktober 1918)
- Finn. Erinnerungs-Medaille des Freiheitskreuz 1918 (3. julij 1919)
- Ehrenritter des Kgl. Preuss. Johanniter-Ordens (7. februar 1923)
- Ehrenkreuz für Frontkämpfer (18. december 1934)
- poveljniški križec I. razreda reda bele rože Finske (3. maj 1935)
- red jugoslovanske krone III. razreda (20. junij 1935)
- Kommandeurkreuz des Kgl. Rumän. Ordens des Sterns (20. junij 1935)
- Rechtsritter des Kgl. Preuss. Johanniter-Ordens (25. junij 1935)
- Wehrmacht-Dienstauszeichnung IV. bis I. Klasse (2. oktober 1936)
- Spange zum EK I (19. september 1939)
- Spange zum EK II (19. september 1939)
- Wehrmachtbericht (10. april 1940)
- veliki križ reda bele rože Finske z meči in naprsno zvezdo (1941)
- Kriegsverdienstkreuz II. Klasse mit Schwertern
- Kriegsverdienstkreuz I. Klasse mit Schwertern